# Aaron Neville
Pour les articles homonymes, voir Neville.
Aaron Neville, né le 24 janvier 1941 à La Nouvelle-Orléans (Louisiane), est un chanteur de musique soul américain.

## Biographie
Né le 24 janvier 1941 à La Nouvelle-Orléans, le chanteur R&B Aaron Neville est surtout connu en tant que membre du groupe The Neville Brothers, et aussi pour son travail avec le compositeur et producteur Allen Toussaint.
Il fait ses débuts en 1966 avec le tube Tell It Like It Is, numéro un des charts R&B en 1966. On dit de lui qu'il a une voix d'or.
En 1989, il participe avec ses frères Art et Cyril à l'album Acadie de Daniel Lanois, il prête sa voix à une relecture du classique gospel Amazing grace, en plus de faire les chœurs sur le morceau The Maker.
Dans les années 1990, Neville s’est essayé à la musique country en enregistrant une nouvelle version d'une chanson de George Jones. En 1994, il a fait équipe avec la chanteuse Trisha Yearwood pour un concert de promotion de l'album Rhythm Country and Blues Session. L'album est entré dans le top ten des charts pop, R&B et country.
La chanson des Neville Brothers Way Down in the Hole a servi de générique à la troisième saison de la série The Wire.
Il fait une apparition dans la série télé Les Feux de l'amour en 2006.
Il s'est fait tatouer une croix sur la joue gauche. Il est un fervent catholique romain avec une dévotion envers St. Jude.

## Discographie solo
- 1966 - Tell It Like It Is
- 1967 - Like It 'Tis
- 1986 - Orchid in the Storm
- 1991 - Warm Your Heart
- 1993 - The Grand Tour
- 1993 - Aaron Neville's Soulful Christmas
- 1995 - The Tattooed Heart
- 1997 - To Make Me Who I Am
- 2000 - Devotion
- 2002 - Humdinger
- 2003 - Believe
- 2003 - Nature Boy: The Standards Album
- 2005 - Gospel Roots
- 2005 - Christmas Prayer
- 2006 - Mojo Soul
- 2006 - Bring It On Home... The Soul Classics
- 2010 - I Know I've Been Changed
- 2013 - My True Story
- 2016 - Apache

### Participation
- 1989 - Daniel Lanois : Acadie - Aaron au chant et aux chœurs, Art au piano et Cyril Neville aux percussions, assistent Daniel Lanois sur son premier album solo.

## Filmographie
Sauf indication contraire, les informations mentionnées dans cette section peuvent être confirmées par la base de données cinématographiques IMDb,  présente dans la section « Liens externes ».
- 1990 : Tante Julia et le Scribouillard (Tune in Tomorrow...) de Jon Amiel : lui-même
- 1991 : Zandalee de Sam Pillsbury : Jack
- 1993 : La Revanche de Jesse Lee (Posse) de Mario Van Peebles : le chanteur près des rails
- 1996 : Les Hommes de l'ombre (Mulholland Falls) de Lee Tamahori : le chanteur au Nite Spot
- 1996 : Le Fan (The Fan) de Tony Scott : le chanteur de l'hymne national au match d'ouverture
- 1997 : Ellen (série télévisée) - 1 épisode : lui-même